# Oni Press
Oni Press — американское издательство комиксов. Основано в 1997 году Бобом Шреком и Джоем Ноземаком в Портленде, штат Орегон. Название компании происходит от японских демонов они. Именно такой демон изображён на логотипе компании.

## Обзор
Отличительная черта издательства в том, что оно старается выпускать более реалистические комиксы, стараясь избегать супергероев, считая это избитой темой, хотя и могут публиковать «супергеройские» комиксы, если они поданы под необычным углом.
Oni Press публикует очень мало комиксов на постоянной ежемесячной основе (так называемые «онгоинги»). Исключение составляют серии «Resurrection» (автор Марк Гугенхайм), «Wasteland» (авторы Энтони Джонстона и Кристофера Миттена) и, до 2007 года, «Queen & Country» (автор Грег Раке).
Издательство, как правило, выпускает комиксы отдельными выпусками, позже издавая собрания в томах. Издательство публикует более ста наименований
Многие комиксы издательства становились лауреатами премии Эйснера — одной из самых престижных в области комиксов. Например, Скотт Пилигрим, Black Metal, Grey Horses, Whiteout: Melt и Queen & Country, многие другие получали многочисленные номинации.